# حقوق الإنسان في مصر

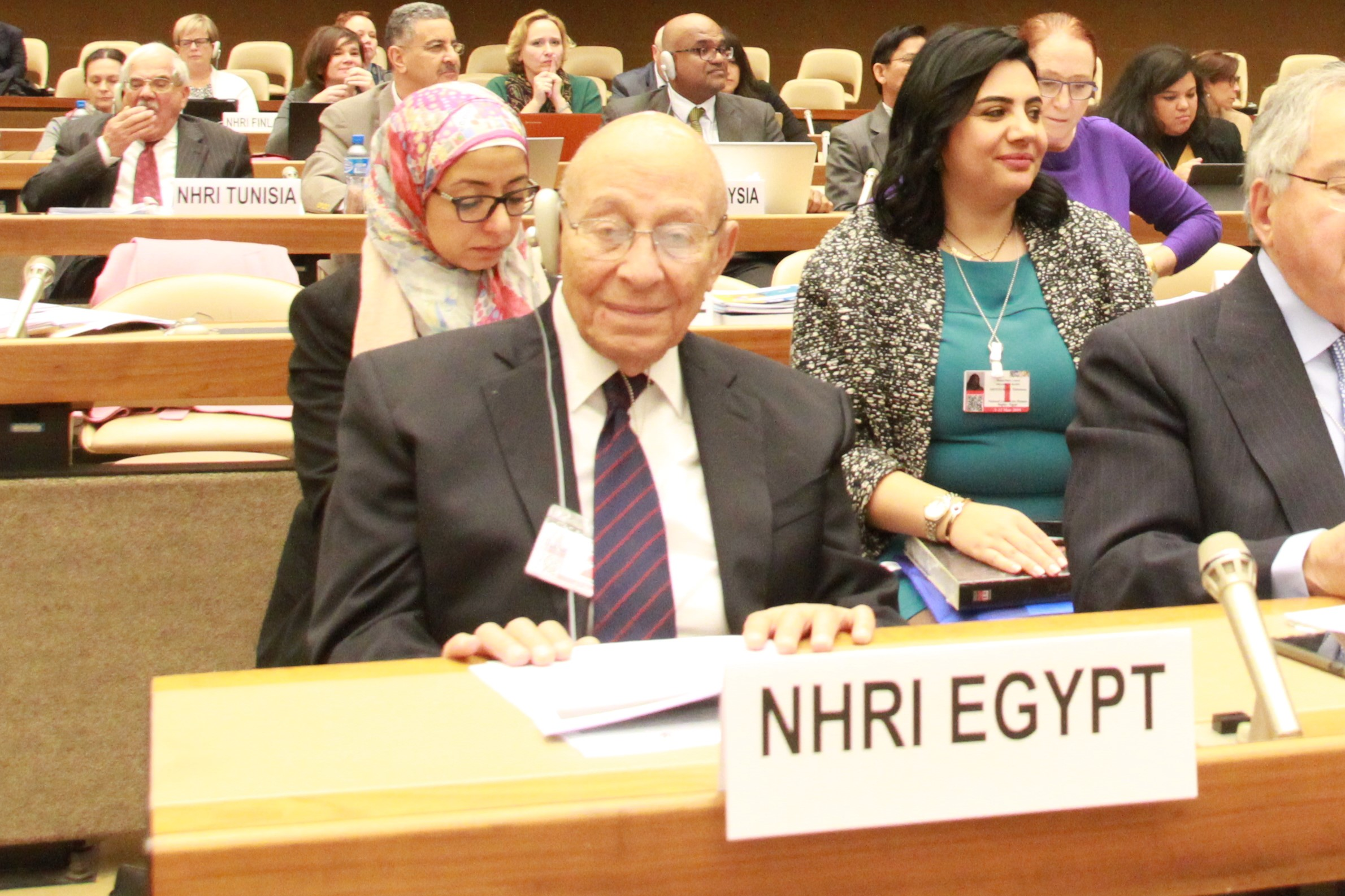
محمد فائق اثناء مشاركته بالدورة ال40 لمجلس حقوق الانسان التابع للامم المتحدة ممثلا للمجلس القومي لحقوق الانسان.

حقوق الإنسان في مصر تعاني دول العالم الثالث من ضعف شديد لحقوق الإنسان فيها، ورغم انضمام الكثير من تلك الدول للمعاهدات الدولية، إلّا إنه يعتبر انضماماً شكلياً ولا يتم العمل ببنود تلك المعاهدات، وتعانى مصر من تلك الانتهاكات منذ ثورة 23 يوليو ومن أشهر ما يميز فترة حكم الرئيس جمَال عبد الناصر، هو ما كان يجري في السجون من انتهاكات وممارسات الأجهزة الأمنية للقمع، وخاصة تحت ظل قانون الطوارئ، وطال هذا المنهج جهاز المخابرات المصرية، منذ ذلك الحين يعتبره الخبراء أحد أبرز أسباب نكسة 1967 نظرًا لانشغال جهاز المخابرات المصري بالشأن الداخلي عن واجباته تجاه بحث الشأن الخارجي والعدو المرابط على الحدود وتحركاته. وتحدث انتهاكات حقوق الإنسان بصورة دورية في الأقسام والمعتقلات السياسية، إلا أنها تزداد حدة كلما ازداد الحراك السياسى في الشارع المصري، مثل حركة الشارع في 18-19 يناير عام 1977 وانتفاضة عساكر الأمن المركزي عام 1986 وما تبعها من مقتل عدد من عساكر الأمن المركزى لإنهاء تلك الانتفاضة، وما جرى في المعتقلات أثناء محاربة الحركات الجهادية في التسعينات، وازدادت حدة التعذيب في السنوات العشر الأخيرة من حكم الرئيس محمد حسني مبارك، وطالت مشاهير المعارضة، واُشْتُهر جهاز أمن الدولة المصري بوجود عمليات تعذيب منظمة داخله، وتعتبر أشهر حادثتي تعذيب في عهد مبارك هي حادثة خالد سعيد وحادثة سيد بلال وهما من أهم أسباب قيام الثورة المصرية في 25 يناير، ورغم أن أحد أهم مطالب الثورة هو إيقاف التعذيب في الأقسام والمعتقلات، إلا أن عمليات التعذيب وانتهاك حقوق الإنسان قد استمرت ولم تتوقف، وتوجد الكثير من حوادث انتهاكات جماعية، مثل ما حدث في المتحف المصري في 9 مارس 2011، وقد فتح حكم المجلس العسكرى فيما بعد الثورة الباب على تعرض المدنيين للمحاكمات العسكرية، ولم يتوقف الأمر عند المحاكمات العسكرية للمدنيين فقط، بل تجاوز ذلك بكثير، فقد تعرض أغلب المقبوض عليهم لعمليات تعذيب شديدة، فظهر مصطلح جديد في الحياة المصرية وفي مجال انتهاكات حقوق الإنسان فقد اعترفت قيادات في الجيش المصري بإجراء كشوف عذرية للسيدات أثناء التحقيق معهن.
وامتد الإهمال بحقوق الإنسان في مصر لينال الغير مصريين أيضاً مثل قضية مقتل جوليو ريجيني وهو باحث ايطالي مات على ارض مصر والذي كان تاريخ اختفائه في 25 يناير 2016، وكذلك اختفاء يان بوردون منذ 4 أغسطس عام 2021، وهذا المواطن الفرنسي يان بوردون كان عمره وقت اختفاؤه 27 عاماً ولأنه يدرس التاريخ في جامعة السوربون ظهر فجأة بعد عام من اختفاؤه في القاهرة.

## قضايا حقوقية
إن عدد الحالات التي تنتهك فيها حقوق الإنسان وتمر دون رصد تفوق بمراحل عدد الحالات التي يتم رصدها، وتظل الحالات النادرة التي تنتقل إلى الرأى العام هي البوصلة التي تلقى الضوء على هذا الملف الحيوى، فاهتمام المجتمع بالقضايا الشهيرة ليس إلا لإلقاء الضوء على جميع الحالات دون تمييز أي منها على الآخر.
في العصر الحديث حظيت قضيتا خالد سعيد وسيد بلال باهتمام الرأي العام بشدة وساعدتا على إلقاء الضوء على الانتهاكات الصارخة لحقوق الإنسان التي أفضت إلى الموت.

### التعبير عن الرأي

#### حبسالصحفيين
تحل مصر في مرتبة متأخرة بين دول العالم (166 من 180) في مؤشر حرية الصحافة لعام 2020م، وهي بذلك واحدة من أسوأ البلدان في العالم في هذا المجال، دون بوادر تحسن تذكر منذ عام 2013 كما كتبت منظمة مراسلون بلا حدود للأمم المتحدة متهمة مصر بالاعتقال الممنهج للصحفيين الناقدين بما فيه توظيف الحبس الاحتياطي لإسكات أصوات الصحفيين.
في 7 مايو 2020، صدر تقرير عن منظمة فرونت لاين ديفندرز عن اعتقالات تعسفية وتجديد مدة الحبس الاحتياطي لمدافعي حقوق الإنسان وصحفيين.

#### حجب مواقع الإنترنت
في حين أن الإنترنت لم يمكن محجوبًا بشكل صريح تحت حكم الرئيس المصري حسني مبارك، إلا أن نظامه ظل متابعاً على نقاده من المدونين معتقلاً إياهم بشكل متكرر. وكانت مصر على قائمة منظمة مراسلون بلا حدود للدول الموسومة بأعداء الإنترنت، في مارس 2011 وبعد ثورة 25 يناير التي أتاحت نافذة أوسع لحرية التعبير في مصر، وخاصة على الشبكة. وكانعكاس لذلك التغييرات الجذرية، قامت منظمة مراسلون بلا حدود برفع اسم مصر من القائمة وأدرجتها في قائمة الدول بإنترنت «تحت المراقبة».
بعد 2011، ظهرت إشارات أن الحكومة المصرية قامت بمحاولات للحصول على تقنيات تسمح لها برقابة أعلى على شبكات الاتصالات على السطح أكثر من مرة. أوضحها تلك التي تكشفت في يوليو 2015 حيث قام مجهولون بتسريب حوالي 400 جيجابايت من بيانات من أنظمة شركة تكنولوجيا المعلومات «هاكينج تيم» ومقرها ميلان، إيطاليا، بما فيها مراسلات بريدية، معلومات اتصال، فواتير وميزانيات تتعلق بصفقات الشركة مع أجهزة الأمن والمخابرات المصرية واتيحت للعموم.
وفي انسجام مع أدلة أخرى، تظهر المستندات المسربة أن السلطات المصرية كانت تحاول الحصول على تقنيات تسمح لهم بجمع بيانات عن مستخدمين محددين عبر مراقبة مباشرة لهم.
بدءًا من يونيه 2017، بدأت مصر بحجب مئات المواقع في حملة تضمنت مواقع دايلي صباح وMedium والجزيرة.نت وهافينغتون بوست ومدى مصر إلى جانب مواقع معارضة، مثل البديل، لوجود مواد فيها «تدعم الإرهاب والتشدد وتنشر الأكاذيب». شمل الحجب مؤسسة حرية الفكر والتعبير ومدى مصر ومؤشر الحجب. وذكرت مؤسسة حرية الفكر والتعبير أن «حجب المواقع يخالف 'الدستور المصري'».

#### إغلاق القنوات الفضائية
في يوليو 2013، وبعد أيام من الانقلاب العسكري، قطعت السلطات المصرية البث عن عدة قنوات فضائية، قيل أنها «مقربة من جماعة الإخوان المسلمين»، مثل قناة "مصر 25". وقال شاهد لرويترز إن «الشرطة ألقت القبض على ثمانية من المذيعين والعاملين كانوا بمقر القناة». كما قطع البث عن قنوات دينية أخرى، هي الناس والرحمة والحافظ والشباب، وهي قنوات تصنف بأنها تابعة للتيار الإسلامي وكانت مؤيدة للرئيس محمد مرسي. وفي الأثناء اقتحمت أجهزة الأمن المصرية وأغلقت مكاتب وأستوديوهات قنوات الجزيرة الإخبارية والجزيرة الإنجليزية والجزيرة مباشر مصر في القاهرة، وأوقفت أجهزة بثها.
فيما حذرت 7 منظمات حقوقية من بينها «مركز القاهرة لدراسات حقوق الإنسان» و«الجبهة المصرية لحقوق الإنسان» في مذكرة أرسلوها للأمين العام للأمم المتحدة من «ترهيب وسائل الإعلام المصرية التي باتت إما رهن التأميم أو تحت قيود أمنية تعسفية، فضلاً عن ترهيب الإعلاميين والمدونين والمحاولات المستمرة لإخراس الوسائل المتبقية للمواطن المصري لمعرفة ما يحدث في بلده والعالم، بما في ذلك حجب المواقع الإلكترونية والإخبارية ومراقبة وسائل التواصل الاجتماعي». حسب ما نصت عليه المذكرة.

#### القمع والاعتقالات
قالت منظمة العفو الدولية إن السلطات المصرية تستخدم بشكل متزايد إجراءات المراقبة التعسفية والمفرطة كوسيلة لمضايقة النشطاء. وفرضت عليهم ظروفًا قاسية في بعض الحالات، حيث أُطلق سراح النشطاء من السجن، وأجبروا على قضاء ما يصل إلى 12 ساعة يوميًا في مركز للشرطة. تتطلب مراقبة الشرطة في مصر أن يقضي السجناء والمعتقلون المفرج عنهم عددًا معينًا من الساعات في قسم الشرطة يوميًا أو أسبوعيًا. وقد وثقت منظمة العفو الدولية ما لا يقل عن 13 حالة كانت فيها إجراءات المراقبة مفرطة أو فُرضت بشكل تعسفي ضد النشطاء. في بعض الحالات، يتم احتجاز النشطاء للمرة الثانية كطرق مراقبة. ودعت منظمة العفو الدولية السلطات المصرية إلى رفع جميع إجراءات المراقبة التعسفية والأمر بالإفراج الفوري وغير المشروط عن النشطاء المحتجزين.
في أواخر عام 2017، اتخذت الشرطة المصرية إجراءات صارمة ضد بيع لعبة يطلق عليها اسم "خصيتي السيسي" أو "بندول السيسي"، والتي يستخدمها الأطفال للسخرية من الرئيس. ذكرت صحيفة المصري اليوم اليومية أن الشرطة "ألقت القبض على 41 بائعا للعبة clacker وصادرت 1403 زوجا من الألعاب" الهجومية ".
في 10 مارس 2020، تم سجن محامي حقوق الإنسان زياد العليمي لمدة عام وغرامة قدرها 20 ألف جنيه مصري. ووجهت إليه تهمة «نشر أخبار كاذبة بقصد بث الذعر بين الناس وتعكير صفو السلم العام»، خلال مقابلة مع بي بي سي في عام 2017. ومع ذلك، قالت منظمة العفو الدولية المدافعة عن حقوق الإنسان إن العليمي وجهت إليه تهم غير مشروعة بسبب التحدث علناً عن السجن لأسباب سياسية والاختفاء القسري والتعذيب في مصر.
في 18 آذار / مارس 2020، دعا أربعة نشطاء حقوقيين، فيما يتعلق بظروف السجون الخطيرة وسط تفشي فيروس كورونا، إلى إطلاق سراح رعاة المسجونين بسبب آرائهم السياسية. ومع ذلك، قامت السلطات المصرية بدلاً من ذلك باحتجاز المتظاهرين واتهمتهم بنشر الرواية الكاذبة، مع انتهاك حظر التظاهر في البلاد.
وفقًا لـ ABC News ، في يوليو 2020، ألقت السلطات المصرية القبض على 10 أطباء وستة صحفيين لخنق الانتقادات حول تعامل الحكومة بقيادة الرئيس عبد الفتاح السيسي مع جائحة COVID-19 في مصر.
في مارس 2021، أصدرت 31 دولة، بما في ذلك الولايات المتحدة والمملكة المتحدة وكندا وأستراليا وألمانيا، إعلانًا مشتركًا إلى مجلس حقوق الإنسان التابع للأمم المتحدة يعرب عن قلقه العميق بشأن مسار حقوق الإنسان في مصر. وسلط البيان الضوء على «القيود المفروضة على حرية التعبير والحق في التجمع السلمي، والمساحة المحدودة للمجتمع المدني والمعارضة السياسية، وتطبيق قانون الإرهاب ضد المنتقدين السلميين».
في مايو 2021، تجنبت منظمة العفو الدولية السلطات المصرية بسبب قمعها لحرية التعبير. وقالت المنظمة الحقوقية إن الأمة من ناحية تدعم غزة، ومن ناحية أخرى احتجزت رجلاً رهينة لرفع العلم الفلسطيني تضامناً معها.
في 31 أكتوبر / تشرين الأول 2021، نددت منظمة العفو الدولية برفع حالة الطوارئ في مصر، قائلة إنها لا تعتبرها خطوة ذات مغزى. سلطت المنظمة الحقوقية الضوء على المحاكمات الجارية لعدد من النشطاء المحتجزين تعسفيا والمدافعين عن حقوق الإنسان والصحفيين والسياسيين المعارضين والمتظاهرين السلميين، حيث الإجراءات غير عادلة إلى حد كبير. وقالت منظمة العفو إنه يتعين على مصر الإفراج الفوري وغير المشروط عن جميع من يواجهون المحاكمات بسبب ممارستهم السلمية لحقوقهم، من أجل جعل قرارهم ذا مغزى.
في نوفمبر / تشرين الثاني 2021، خلص تحقيق أجرته منظمة العفو الدولية إلى أن السلطات المصرية كانت متواطئة في حملة قمع عمال المصنع الذين كانوا يطالبون بالأمن الوظيفي وبأجور أعلى من خلال إضراب سلمي. دخل ما يقرب من 2000 موظف في شركة مصنعة مصرية، لورد إنترناشونال، في إضراب بين 26 يوليو / تموز و 1 أغسطس / آب. وكشفت منظمة العفو أن وزارة القوى العاملة المصرية فشلت في توفير أي حل للعمال الذين واجهوا أعمال انتقامية لمشاركتهم في الإضراب. علاوة على ذلك، تم رفض الشكاوى الرسمية للعمال وتم الضغط عليهم لإنهاء «إضرابهم غير القانوني».
في مارس 2022، حكمت محكمة الإسكندرية الاقتصادية على المطربين المصريين حمو بيكا وعمر كمال بالسجن لمدة عامين وغرامات مالية. وقد أدينوا بتهم غامضة تتعلق بـ «انتهاك القيم الأسرية في المجتمع المصري والاستفادة من شريط فيديو يشمل الرقص والغناء». وبلغت الغرامة المفروضة 10000 جنيه مصري (538 دولارًا أمريكيًا)، بالإضافة إلى 10000 جنيه رسوم إضافية لتعليق عقوبة السجن. وبحسب ما ورد اتهموا بسبب مقطع فيديو موسيقي غنى ورقص فيه الرجلان مع راقصة شرقية برازيلية. واستنكرت منظمات حقوقية أن الاتهامات تنتهك الحق في حرية التعبير للمغنيين.
في 19 يوليو 2022، توفي السجين السياسي محمود عثمان داخل سجن برج العرب غرب الإسكندرية، مصر، نتيجة ظروف اعتقال غير إنسانية. اعتبارًا من 25 يوليو 2022، تم توثيق ما يقرب من 1163 حالة وفاة داخل مراكز الاحتجاز والسجون في مصر منذ عام 2013. في تقرير بعنوان «السجون المصرية: مراكز إعادة تأهيل أو مقابر لحقوق الإنسان»، أوجزت لجنة العدالة الأحكام الصادرة ضد العديد من الشخصيات الحقوقية والسياسية في مصر. كما استعرض التقرير نتائج الانتهاكات الموثقة، بما في ذلك 7369 انتهاكًا في 66 مكانًا رسميًا وغير رسمي للاحتجاز. وتصدرت الانتهاكات الموثقة الحرمان التعسفي من الحرية، تلاه الاختفاء القسري، وظروف الاعتقال السيئة، والتعذيب، والوفيات في مرافق الاحتجاز.

### الأحزاب والتيارات السياسية

#### ملاحقة النشطاء
- قضية ألبير صابر[28] هو ناشط سياسي ومدون، تم القبض عليه بعد تحريض من المنتمين لتيار الإسلامي في مصر على إثر ادعاء نشره للفيلم المسيء للرسول محمد صلى الله عليه وسلم، على صفحته بالفيسبوك. وجهت له تهم ازدراء الأديان الإسلامية والمسيحية.[29]

مايكل نبيل سند مدون مصري تم القبض عليه في 28 مارس 2011 من قبل الجيش المصري ومحاكمته عسكريا بتهمة «كتابة أخبار كاذبة وإهانة المجلس الأعلى للقوات المسلحة» على مدونته الخاصة.
في الرابع من أغسطس 2020 دعا كتاب مشهورون وفنانو هوليوود الحكومة المصرية للإفراج عن الناشطة المعروفة سناء سيف والسجناء السياسيين الآخرين. وقد وقع على الرسالة أكثر من 200 شخصية من بينهم الممثلون المشهورون داني جلوفر وماجي جيلينهال وثاندي نيوتن والكتاب البارزون مثل جيه ام كويتزي ونعوم شومسكي وآرونداتي روي.

### السكن
بالرغم من أن مصر دولة طرف في «العهد الدولي الخاص بالحقوق الاقتصادية والاجتماعية والثقافية» الذي ينص في المادة 11 منه على «احترام وحماية وإعمال الحق في السكن الملائم»، ولكن لم تحترم حكومات عدة هذه المعاهدة الدولية كما أن الحق في السكن غائب عن دساتير مصر بما فيهم دستور 1971 والإعلان الدستوري الأخير.

### تمييز ضد الأقليات

#### التمييز الديني

##### التمييز ضدالأقباط
على الرغم من إشارة الأقباط إلى حالات الاضطهاد على مدار تاريخهم، فقد لاحظت هيومن رايتس ووتش إلى «تزايد التعصب الديني» والعنف الطائفي ضد الأقباط المسيحيين في السنوات الأخيرة، وفشل الحكومة المصرية في إجراء تحقيقات فعالة بشكل صحيح وملاحقة المسؤولين عن ذلك. وقُتل مئات من الأقباط المصريين في اشتباكات طائفية من عام 2011 إلى عام 2017، وتم تدمير العديد من المنازل والشركات المملوكة من المسيحيين. وتم توثيق 77 حالة في محافظة المنيا من الاعتداءات الطائفية على الأقباط بين عام 2011 وعام 2016 من قبل المبادرة المصرية للحقوق الشخصية. كما أن حالات اختطاف النساء والفتيات القبطيات المسيحيين واختفائهن ما زال يمثل مشكلة جديدة مستمرة.
في عام 2018 قامت المنظمة التبشيرية المسيحية أبواب مفتوحة والتي تهدف «لدعم المسيحيين المضطهدين» و«زيادة الوعي حول الاضطهاد العالمي»، بتصنيف مصر في المرتبة 17 في قائمة «أكثر دول العالم اضطهاداً للمسيحيين»، وأشارت أن «الكنيسة في مصر تحت ضغط مستمر». وكان سبب التصنيف هو كون المسيحيين أهداف للدولة الإسلامية في العراق والشام - ولاية سيناء والتي تقوم بهاجمة الكنائس بانتظام. وبحسب التقرير تتكرر الهجمات بشكل خاص خلال الاحتفالات الدينية مثل عيد القيامة وعيد الميلاد. وتدعي المنظمة أن المسيحيين الأقباط «يتعرضون للتمييز من قبل مجتمعاتهم، وتُسرق أراضيهم ويطردون، ويعيشون بموجب قوانين قمعية تفرضها الدولة». وأن «المسيحيون يعتبرون عادةً مواطنين من الدرجة الثانية، ويتم تجاهل حقوق الإنسان الأساسية للمسيحيين في مصر، حيث وبحسبها يواجه المسيحيون مستوى عالياً من الضغط من المجتمع المصري والعنف من قبل المتطرفين الإسلاميين». وتوفي أكثر من 75 مسيحيًا في هجمات قام بها متطرفون إسلاميون في عام 2017 وحده. وبحسب التقرير «شجعت التعاليم اليومية للأئمة المتعصبين على زيادة العداء والعنف تجاه المسيحيين».
بحسب مؤسسة كارنيغي للسلام الدولي واجه الأقباط التمييز والاضطهاد في ظل نظام حسني مبارك والحكومات الانتقالية التي جاءت بعده. ويشير التقرير أن الأقباط يواجهون أشكالاً عديدة من التمييز اليومي، إذ مُنِع الأقباط في العادة من تقلّد المناصب القيادية، وكذلك المناصب التي تُعَدّ حسّاسة بالنسبة إلى الأمن القومي، ومن المستويات العليا في جهاز الأمن إلى خطوط الجبهة التربوية حيث يُمنَع الأقباط من تدريس اللغة العربية. وبحسب تقرير حقوق الإنسان في مصر التابع للحكومة الأمريكية عام 2017 أبلغت جماعات حقوق الإنسان المحلية والدولية عن عدة حالات قامت فيها السلطات بتوجيه أو إدانة أفراد بموجب ما يسمى بقانون التجديف، والتي استهدف في المقام الأول المسيحيين ولكن كان من بينهم مسلمين أيضاً. وبحسب تقرير لشاؤول جاباي مدير معهد الأبحاث العالمية ومركز بوزنر للتنمية الدولية يعود اضطهاد المسيحيين في مصر إلى قرون، لكن في السنوات الأخيرة شهد الموضوع اهتمامًا أكبر في الأوساط الأكاديمية وبين عامة السكان المهتمين. وتشير ملخص الدراسة أن اضطهاد المسيحيين في مصر لا يقتصر على مجموعة أو أخرى بل إنه منتشر على نطاق واسع في المجتمع المصري. وأشار تقرير لمنظمة هيومن رايتس ووتش إلى سن قانون مصري جديد لبناء الكنائس يميّز ضد المسيحيين في عام 2016، ويشير التقرير «وقعت في الآونة الأخيرة حوادث عنف ضد مسيحيين خلّفت قتيلًا وعدد من المصابين مع أضرار كثيرة لحقت بممتلكات، وكانت مدفوعة أو مسبوقة بغضب في أوساط بعض المسلمين جراء إنشاء كنائس أو ادعاءات بإنشاء كنائس. حتى عندما قامت السلطات بتوقيف مشتبهين، فنادرًا ما قامت بملاحقتهم أمام القضاء، ما هيأ لمناخ من الإفلات من العقاب على جرائم العنف التي تستهدف المسيحيين»، ويشير التقرير أنه على الرغم من تعهد الرئيس عبد الفتاح السيسي باحترام حرية المعتقد الديني وقيامه بزيارات لجموع الأقباط. لكن السلطات أخفقت في حماية المسيحيين الأقباط من اعتداءات عنيفة، ولجأت بدلًا من حمايتهم إلى فرض جلسات «صلح» مع جيرانهم المسلمين، أدت إلى حرمانهم من حقوقهم، والسماح للمعتدين بالإفلات من العدالة. وفي بعض الحالات، أُجبر مسيحيون على ترك بيوتهم وقراهم وبلداتهم.

### المهاجرون واللاجئون
ينص الدستور المصري بحسب مادة 53 على «أن تمنح الدولة حق الالتجاء السياسي لكل أجنبي اضطُهدَ بسبب الدفاع عن مصالح الشعوب أو حقوق الإنسان أو السلام أو العدالة. وتسليم اللاجئين السياسين محظور» بحسب دستور 2007 وحوفظ على هذا البند في دستور 2012.
في نوفمبر 2021، خلص تحقيق أجرته منظمة العفو الدولية إلى أن السلطات المصرية كانت متواطئة في قمع عمال المصنع الذين كانوا يطالبون بالأمن الوظيفي وزيادة الأجور من خلال إضراب سلمي. دخل ما يقرب من 2000 موظف في شركة مصنعة مصرية، لورد إنترناشونال، في إضراب بين 26 يوليو / تموز و 1 أغسطس / آب. وكشفت منظمة العفو أن وزارة القوى العاملة المصرية فشلت في توفير أي حل للعمال الذين واجهوا أعمال انتقامية لمشاركتهم في الإضراب. علاوة على ذلك، تم رفض الشكاوى الرسمية للعمال وتم الضغط عليهم لإنهاء «إضرابهم غير القانوني».

### التعذيب في السجون وأقسام الشرطة
التعذيب في السجون وأقسام الشرطة في مصر ظاهرة مستشريه وترتبط بحصانة من المسائلة يتمتع بها نظام مراكز الشرطة، الذي تديره قوات المباحث العامة، والذي يعمل لعقود متمتعا بحصانة من المساءلة.

#### أشهر القضايا
من أشهر القضايا المتعلقة بخروقات حقوق الإنسان في السجون وأقسام الشرطة في مصر
- قضية عماد الكبير، وهو أحد ضحايا التعذيب وهتك العرض في أقسام الشرطة المصرية في منطقة الجيزة في 20 يناير 2006 قضية إسلام نبيه المرتبطة بها.
- قضية خالد سعيد الذي تعرض للتعذيب حتى الموت علي أيدي مخبري شرطة في الأسكندرية في 6 يونيو 2010.
- قضية سيد بلال الذي تعرض أيضًا للتعذيب حتى الموت داخل امن الدولة بالإسكندرية بعد اعتقاله في 4 يناير 2011 على خلفية احداث كنيسة القديسين.
- عصام عطا أحد ضحايا التعذيب حتى الموت داخل سجن طرة في 25 أكتوبر 2011.

وأدى موت الشاب محمد نبيل الجندي إثر التعذيب في معسكر أمني لغضب في الشارع المصري وفي محافظته، طنطا، وكان قد تم اعتقاله في ذكرى مرور عامين على بدء الثورة المصرية وأثناء حراك في الشارع يتبرم من أداء الدولة بعد الثورة.

#### استخدام الحبس الاحتياطي
كشفت نتيجة يوليو 2022 لفحص صحيفة نيويورك تايمز لقوائم مكتوبة بخط اليد بأسماء المدنيين المصريين المسجونين لأجل غير مسمى في الحبس الاحتياطي، الاستهزاء بالحدود القانونية للبلاد. لم تكن هناك سجلات عامة لعدد المحتجزين رهن الاحتجاز السابق للمحاكمة، ولكن وفقًا لتحليل التايمز، تم احتجاز أكثر من 4500 شخص في ظل نظام الاحتجاز السابق للمحاكمة هذا، حتى أن بعضهم ظل لأكثر من ستة أشهر. تعرض النظام القضائي المصري لانتقادات لاتهامه زوراً للمعارضين السياسيين لعبد الفتاح السيسي بـ «صلات إرهابية». في كثير من الأحيان لا يتم تقديم شكوى رسمية أو تقديم أدلة، مما يمنع المحتجزين من القتال بشكل قانوني في دفاعهم قبل أن يتم حبسهم. في غضون ذلك، تقدر منظمة حقوق الإنسان أنه تم اعتقال ما لا يقل عن 60 ألف سجين سياسي في مصر، بما في ذلك المعتقلون السابقون للمحاكمة وأولئك الذين حوكموا وحُكم عليهم للاشتباه في أن لهم صلات إرهابية أو وجهات نظر سياسية لا تطاق.

## ظروف حقوق الإنسان في الفترات المختلفة

### حقوق الإنسان في عهد عدلي منصور
عقب أحداث فض اعتصامات مؤيدي مرسي بدأ الحديث عن اتهام السيسي بارتكاب جرائم ضد الإنسانية،  فقد ذكرت صحيفة تليجراف أن جماعة الإخوان كلفت محامين بريطانيين للتحقيق في ارتكابه جرائم ضد الإنسانية، في حين قال رئيس استئناف القاهرة إن تلك الجرائم يعاقب عليها القانون الدولي.

### حقوق الإنسان في عهد عبد الفتاح السيسي
قام نظام عبد الفتاح السيسي بقمع كل أنواع المعارضة وإسكات جميع أطيافها، ومنذ وصوله للحكم عام 2013، أشرف كما تقول منظمات حقوق الإنسان على أكبر مجزرة للمحتجين في التاريخ الحديث، ومنع الاحتجاجات عامّة، وحجب مئات المواقع الإخبارية والمنظمات الحقوقية ومؤسسات المجتمع المدني، وسجن عشرات الآلاف في بعد سيطرته على الحكم، وأمر بحملة قمع واسعة النطاق في 2019 عند ظهور معارضة تنتقد الفساد، ووصفه الرئيس الأمريكي دونالد ترمب علنا بـ «دكتاتوره المفضل».
في سبتمبر 2014 انتقدت منظمة هيومان رايتس ووتش حالة حقوق الإنسان في مصر تحت حكم السيسي في مستهل زيارة الأخير للولايات المتحدة من نفس الشهر، حيث انتقدت وجود الحملات القمعية المستمرة على الحريات الأساسية، بما فيها الحريات الضرورية للديمقراطية، بما فيها سجن المعارضين السياسيين على نطاق واسع، وأحكام الإعدام الجماعية، وغياب المحاسبة على مقتل أكثر من ألف متظاهر بأيدي قوات الأمن في يوليو/تموز وأغسطس/آب 2013.
خلال شهر نوفمبر من نفس العام وصفت المنظمة أن حقوق الإنسان تراجعت تحت حكم السيسي واستشهدت باستمرار قانون التظاهر وحملات الاعتقال الواسعة للناشطين السياسيين ومحاكمة المدنيين أمام محاكم عسكرية، وطالبته بتحسين هذه الأوضاع.
كما شهد عهد عبد الفتاح السيسي ارتفاعا ملحوظا في أعداد المحكوم عليهم بالإعدام حيث ارتفع العدد من 109 في عام 2013 إلى 509 في عام 2014، وتزايدت أعداد المحكومين بالإعدام لتصل الآلاف؛ اعدم ما لا يقل عن 179 شخصًا في الفترة من 2014 إلى مايو/أيار 2019، بالمقارنة مع عشرة أشخاص في السنوات الست السابقة.
وحدثت زيادة أيضًا في عدد المدنيين الذين يمثلون للمحاكمة أمام المحاكم العسكرية وكذلك عدد أحكام الإعدام التي أصدرها القضاة العسكريون. وأظهرت التغطية الصحفية التي قامت بها رويترز أن 33 مدنيا على الأقل أعدموا في أعقاب محاكمات أمام القضاء العسكري منذ 2015. ولم تنفذ أي أحكام عسكرية بالإعدام في الفترة من 2008 إلى 2014.
كشفت بعض المصادر عن وجود انتهاكات لحقوق الإنسان أثناء تولي السيسي لمنصبه، حيث بلغ عدد الصحفيين المحبوسين 19 صحفيًا، وهو يعد الأكبر منذ اعتقالات سبتمبر عام 1981 خلال الأيام الأخيرة من حكم الرئيس الأسبق أنور السادات، إلا أن عهد السيسي شهد أيضًا غياب ظاهرة قتل الصحفيين، وهو الأمر الذي تكرر في عهد الرئيس الأسبق محمد مرسي (حالة واحدة) والرئيس المؤقت عدلي منصور حيث قتل في عهده 9 صحفيين.
في 1 سبتمبر 2018 صدق السيسي على قانون لتنظيم الصحافة والإعلام مثير للجدل حيث ينص القانون على عقوبة السجن لمن يدخل على موقع محظور بهدف نشر المعلومات الواردة بها وينص على عقوبة السجن إذا كانت الجرائم المشار إليها تهدف إلى "الإخلال بالنظام العام أو تعريض سلامة المجتمع وأمنه للخطر أو الإضرار بالأمن القومي للبلاد أو مركزها الاقتصادي، وهو ما دفع مدير مركز القاهرة لدراسات حقوق الإنسان بهي الدين حسن بالتغريد على موقع تويتر ووصف القانون منافي للعقل والمنطق، وتجريم ما يتمتع به البشر في أرجاء المعمورة، ويعطي القانون الحق للمجلس الأعلى لتنظيم الإعلام حجب المواقع الإلكترونية في حال تأسيسها من دون الحصول على ترخيص منه ويعطي القانون المجلس حق متابعة كل موقع إلكتروني شخصي أو مدونة إلكترونية شخصية أو حساب إلكتروني شخصي يبلغ عدد متابعيه خمسة آلاف أو أكثر"، وللمجلس الأعلى الحق في وقف أو حجب هذه الحسابات الشخصية إذا «تم نشر أو بث أخبار كاذبة أو ما يدعو أو يحرض على مخالفة القانون أو إلى العنف أو الكراهية».
في 25 سبتمبر 2018 أدانت منظمة مراسلون بلا حدود مصادرة السلطات المصرية لأجهزة ومعدات صحيفة المصريون المعارضة المقربة من جماعة الإخوان المسلمين المحظورة، وكانت صحيفة المصريون ضمن أكثر من 500 موقع إلكتروني حجبتهم السلطات المصرية، بحسب إحصاء لمؤسسة حرية الفكر والتعبير ومقرها القاهرة. ووفقاً للتصنيف الدولي لحرية الصحافة لعام 2018 فإن مصر تحتل المرتبة الـ161 في قائمة تضم 180 دولة. وفي 24 يناير 2019 أعلنت منظمة العفو الدولية في بيان أن تكثيف قمع المعارضين جعل مصر «أخطر من أي وقت مضى» على من ينتقدون السلطة سلميا.
من جانبه صرح السيسي على منابر عديدة أن حقوق الإنسان لا تتجزأ ولا يمكن اقتصار الأمر على حرية الرأي فقط، وأنه يجب النظر إلى الحالة المصرية بمفهوم حقوق الإنسان الشامل في ظل الحرب على الإرهاب وسط منطقة مضطربة سياسياً، من خلال حق المواطن في الأمن والسكن والتعليم والرعاية الصحية وتوفير فرص العمل. وأن مصر ليست كأوروبا أو أمريكا وأن التعدد والاختلاف بين الدول والتنوع الإنساني أمر طبيعي، ومحاولة تحويله إلى مسار واحد فقط غير واقعية.
تزامنا مع ذكرى ثورة 25 يناير 2011، نشرت صحيفة الغارديان البريطانية في يناير 2022 مقاطع فيديو مسربة من أحد أقسام الشرطة بالقاهرة، تصور عمليات تعذيب للموقوفين ونداءات استغاثة لنزلاء آخرين، يعتقد أنها تعود لشهر نوفمبر 2021. قال الصحيفة أن «مقطع الفيديو، الذي سجله محتجز سرا عبر باب الزنزانة، يظهر نزيلين معلقين في أوضاع مجهدة. والمعتقلون عراة من الخصر إلى أعلى ويتم تعليقهم من شبكة معدنية من أذرعهم، والتي يتم تثبيتها خلف ظهورهم.» في المقابل، نفى مصدر أمني مصري لصحيفة «الشروق» المحلية صحة ما تم تداول في المقطعين المُصورين، مشيرا إلى أن أنه قد جرى نشرهما على «صفحة أحد العناصر الإخوانية الهاربة خارج البلاد بمواقع التواصل الاجتماعي» وفق قوله.
في 10 أكتوبر 2020 ، نشرت منظمة فرونت لاين ديفندرز تقرير عن تعرض المدافعون عن حقوق الإنسان العاملين في الصُحف هم عائلاتهم للترهيب والاعتقال.
وفقًا لمقرر الأمم المتحدة الخاص المعني بالمدافعين عن حقوق الإنسان، بين مايو / أيار 2020 وأغسطس / آب 2022، تلقت مصر أكبر عدد من الرسائل من مكتب حقوق الإنسان التابع للأمم المتحدة بشأن الاختفاء القسري أكثر من أي دولة أخرى في العالم. أصبح الاختفاء القسري سياسة ممنهجة ومستمرة تستخدمها السلطات المصرية لقمع خصومها من مختلف الأطياف السياسية.
في 7 سبتمبر 2022، اتهمت السلطات المصرية رئيس التحرير وثلاثة صحفيين في (مدى مصر) بارتكاب جرائم جنائية فيما يتعلق بمقال عن الفساد المزعوم لحزب مستقبل وطن. كان الحزب مرتبطًا بشكل وثيق بالرئيس عبد الفتاح السيسي. يعتبر (مدى مصر) أحد المنصات الإعلامية المستقلة القليلة المتبقية في مصر. تحت قيادة السيسي، قامت مصر بتكميم أفواه وسائل الإعلام، وسجنت عشرات الصحفيين، واستخدمت الأجهزة الأمنية لشراء منافذ إخبارية وحجب مواقع إخبارية غير متعاونة.
في يناير 2023 ، ألقت مصر القبض على 5 منشئي محتوى على مواقع التواصل الاجتماعي لنشرهم رسمًا فكاهيًا يصور زيارة إلى سجن مصري. تم نشر مقطع الفيديو بعنوان "الزيارة" في 13 يناير 2023 ، وشوهد على نطاق واسع على وسائل التواصل الاجتماعي. وقال محامي اثنين من المعتقلين مختار منير إنهما يواجهان تهما مثل "الانضمام إلى جماعة إرهابية وتمويل الإرهاب ونشر أخبار كاذبة واستخدام حسابات على مواقع التواصل الاجتماعي لارتكاب أعمال إرهابية".
حُرم العديد من المعارضين والصحفيين ونشطاء حقوق الإنسان المصريين الذين يعيشون في الخارج بشكل منهجي من الحصول على تجديد أو إصدار وثائق هويتهم من قبل السلطات المصرية. وقصرهم على السفر والعمل والعيش في الخارج. كما واجهوا صعوبات في الوصول إلى المرافق الطبية والتعليمية الأساسية.

#### تهجير سكان رفح
في 2014 بعد هجمات إرهابية في سيناء أودت بحياة الكثيرين من رجال القوات المسلحة والشرطة والمدنيين، لجأت السلطات المصرية إلى إقامة شريط عازل على الحدود المصرية مع قطاع غزة. الأمر الذي تطلب هدم عدد من المنازل في المنطقة ونقل سكانها إلى مناطق أخرى. في 2018 قام الجيش المصري بتجريف مئات الهكتارات من الأراضي الزراعية وما لا يقل عن 3 آلاف بيت وبناية تجارية، وتم هدم قرية أبو رعد بالكامل رغم بعدها عن محيط المنطقة العازلة. البعض سمى هذا القرار بالتهجير القسري للسكان بينما يراه آخرون ضرورة أمنية مقبولة لمواجهة موجة إرهابية أودت بحياة الكثيرين خاصة في ظل تعويض السكان عن منازلهم، في حين وصفته منظمة العفو الدولية بأنه انتهاك للقانون الدولي والقانون الوطني. من جانبها أعلنت السلطات المحلية أنها أعدت استبياناً لمعرفة طلبات السكان المتضررين، حيث طلب 65% تعويضا نقديًا، في حين طلب 29% مبلغًا نقديًا وقطعة أرض مناسبة، وطلب 2% شققاً سكنية بديلة توفرها الدولة، بينما اعترض عدد من الأسر على ترك منازلهم، وأعلنت السلطات أيضًا أن المنازل التي سيكتشف تحتها أنفاق تهريب سيحرم أصحابها من التعويضات. كما أصدر الجيش المصري بيانًا أكد خلاله على أن شيوخ شمال سيناء أعربوا عن تفهمهم للإجراءات التي يقوم بها الجيش. فيما إنتقدت بعض وسائل الإعلام والمنظمات المدنية، سياسة عبد الفتاح السيسي في التعامل مع أهالي سيناء حيث أصدر عبد الفتاح السيسي قرارا بإخلاء الشريط الحدودي مع قطاع غزة بعمق 500 متر تم زيادتها لاحقا إلى كيلومتر، وذلك بعد الهجوم الذي تعرض له أفراد من الجيش المصري وأدى إلى مقتل 30 ضابطا وجنديا، فبعد القرار شبه بعض النشطاء القرار بالنكبة المصرية.

## منظمات حقوق الإنسان في مصر
توجد العديد من المنظمات التي تتابع وتعمل على رصد وضع وانتهاكات حقوق الإنسان في مصر، منها منظمات محلية وأخرى دولية، وهي:

### منظمات حقوق الإنسان المحلية في مصر
- بلادي جزيرة الإنسانية

Belady-ih.org
- المنظمة المصرية لحقوق الإنسان
- المجلس القومي لحقوق الإنسان
- الجمعية المصرية للنهوض بالمشاركة المجتمعية
- جمعية حقوق الإنسان لمساعدة السجناء
- مؤسسة المرأة الجديدة
- مؤسسة حرية الفكر والتعبير
- ا لمبادرة المصرية للحقوق الشخصية
- المركز المصري للحقوق الاقتصادية والاجتماعية
- مركز أندلس لدراسات التسامح ومناهضة العنف
- مركز هشام مبارك للقانون
- المنظمة العربية للإصلاح الجنائي
- مركز النديم للتأهيل النفسي لضحايا العنف
- مركز حقوق الطفل المصري
- مركز قضايا المرأة المصرية
- المنظمة المصرية الدولية لحقوق الإنسان والتنمية
- الجمعية المصرية لمناهضة التعذيب
- المعهد المصري الديمقراطي
- نظرة للدراسات النسوية
- مركز القاهرة لدراسات حقوق الإنسان

### منظمات حقوق الإنسان الدولية العاملة في مصر
- بلادي جزيرة الإنسانية
- المنظمة العربية لحقوق الإنسان
- آيفكس
- الشبكة الأورومتوسطية لحقوق الإنسان
- المركز العربي لاستقلال القضاء والمحاماة
- الفدرالية الدولية لحقوق الإنسان
- الشبكة العربية لمعلومات حقوق الإنسان
- البرنامج العربي لنشطاء حقوق الإنسان
- هيومن رايتس ووتش
- كوميتي فور جستيس
- منظمة العفو الدولية

مبادرة ابدأ للعدالة المجتمعية وحقوق الأنسان (تدريب وتأهيل المفرج عنهم).
- منظمة الاتحاد المصري لحقوق الإنسان (الايرو)

Egyptian Federation for Human Rights Organization (E.U.H.R.O)

## تاريخ النشاط الحقوقي والمنظمات الحقوقية في مصر
كانت بداية النشاط الحقوقي في مصر يرجع لمنتصف الثمانينات وبداية التسعينات.
فمن أوائل المنظمات التي تم تأسيسها هي المنظمة المصرية لحقوق الإنسان. وقد تم تأسيسها في سنة 1985 كفرع للمنظمة العربية لحقوق الإنسان - والتي كان تم تأسيسها عام 1983 كأول منظمة دولية تهتم بتعزيز حقوق الإنسان في الدول العربية - باسم «الفرع المصري للمنظمة العربية لحقوق الإنسان»
ومن قبل تم تشكيل مؤسسة المرأة الجديدة وهي منظمة غير حكومية ذات توجه نسوي وقد بدأت نشاطها عام 1984 بتشكيل مجموعة غير رسمية ثم قامت بالتسجيل عام 1991 كشركة مدنية غير هادفة للربح باسم مركز دراسات المرأة الجديدة ثم سجلت كمؤسسة خاصة طبقا للقانون رقم 84/ 2002 مع وزارة الشؤون الاجتماعية باسم مؤسسة المرأة الجديدة
ومن ثم تم إنشاء مركز النديم والذي أنشأ في عام 1993 وكانت اهتمامته في بداياته هو التأهيل النفسي لضحايا التعذيب. ومتابعة لخطا مركز النديم عام 1995 تم تأسيس مركز أندلس لدراسات التسامح ومناهضة العنف وهي هيئة علمية وبحثية مستقلة تنطلق من قيم التسامح والمواطنة رامية إلى المساهمة في التنمية البشرية للمجتمعين المصري والعربي. وفي عام 1997 تم تأسيس جمعية حقوق الإنسان لمساعدة السجناء كشركة مدنية، غير ربحية، هدفها تقديم المساعدات القانونية للسجناء وتطالب بإصلاح أوضاع السجون حتى تصبح أماكن مناسبة للإصلاح والتأهيل.
يتبعهم تأسيس مركز هشام مبارك لحقوق الإنسان والذي قد تم إنشاؤه عام 1999 كشركة محاماة خاضعة لقانون المحاماة المصري.
ومن أحد أحدث المنظمات الحقوقية التي أنشأت في عام 2006 هي مؤسسة حرية الفكر والتعبير وتهتم المؤسسة بالقضايا المتعلقة بتعزيز وحماية حرية الفكر والتعبير في مصر
ومن بعدها تم تأسيس جبهة الدفاع عن المتظاهرين عام 2008 من بعد أحداث المحلة في 6 إبريل 2008.
تم تسجيل عدد السجناء الذين يموتون بسبب التعذيب والإهمال الطبي داخل السجون المصرية على أنه كان في ازدياد كل شهر في عام 2020.وفي أغسطس توفي طارق محمد الجابري أحد السجناء في ظروف غامضة داخل نقطة تفتيش شرطة الأهرام في مصر.

## الاتفاقيات الدولية
| الاتفاقية                                                                                                 | المنظمة       | Introduced | التوقيع | التصديق |
| إتفاقية منع ومعاقبة جريمة الإبادة الجماعية                                                                | الأمم المتحدة | 1948       | 1948    | 1952    |
| الاتفاقية الدولية للقضاء على جميع أشكال التمييز العنصري                                                   | الأمم المتحدة | 1966       | 1966    | 1967    |
| العهد الدولي الخاص بالحقوق الاقتصادية والاجتماعية والثقافية                                               | الأمم المتحدة | 1966       | 1967    | 1982    |
| العهد الدولي الخاص بالحقوق المدنية والسياسية                                                              | الأمم المتحدة | 1966       | 1967    | 1982    |
| البروتوكول الاختياري الأول الملحق بالعهد الدولي الخاص بالحقوق المدنية والسياسية                           | الأمم المتحدة | 1966       | -       | -       |
| تفاقية عدم تقادم جرائم الحرب والجرائم المرتكبة ضد الإنسانية                                               | الأمم المتحدة | 1968       | -       | -       |
| المعاهدة الدولية لقمع جريمة الفصل العنصري والمعاقبة عليها                                                 | الأمم المتحدة | 1973       | -       | 1977    |
| اتفاقية القضاء على جميع أشكال التمييز ضد المرأة                                                           | الأمم المتحدة | 1979       | 1980    | 1981    |
| اتفاقية الأمم المتحدة لمناهضة التعذيب وغيره من ضروب المعاملة أو العقوبة القاسية أو اللاإنسانية أو المهينة | الأمم المتحدة | 1984       | -       | 1986    |
| اتفاقية حقوق الطفل                                                                                        | الأمم المتحدة | 1989       | 1990    | 1990    |
| البروتوكول الاختياري الثاني للعهد الدولي الخاص بالحقوق المدنية والسياسية والهادف إلى إلغاء عقوبة الإعدام  | الأمم المتحدة | 1989       | -       | -       |
| الاتفاقية الدولية لحماية حقوق جميع العمال المهاجرين وأفراد أسرهم                                          | الأمم المتحدة | 1990       | -       | 1993    |
| البروتوكول الاختياري الملحق باتفاقية القضاء على جميع أشكال التمييز ضد المرأة                              | الأمم المتحدة | 1999       | -       | -       |
| البروتوكول الاختياري بشأن اشتراك الأطفال في النزاعات المسلحة                                              | الأمم المتحدة | 2000       | -       | 2007    |
| البروتوكول الاختياري بشأن بيع الأطفال وبغاء الأطفال والمواد الإباحية عن الأطفال                           | الأمم المتحدة | 2000       | -       | 2002    |
| اتفاقية حقوق الأشخاص ذوي الإعاقة                                                                          | الأمم المتحدة | 2006       | 2007    | 2008    |
| البروتوكول الاختياري لاتفاقية حقوق الأشخاص ذوي الإعاقة                                                    | الأمم المتحدة | 2006       | -       | -       |
| الاتفاقية الدولية لحماية جميع الأشخاص من الاختفاء القسري                                                  | الأمم المتحدة | 2006       | -       | -       |
| البروتوكول الاختياري للعهد الدولي الخاص بالحقوق الاقتصادية والاجتماعية والثقافية                          | الأمم المتحدة | 2008       | -       | -       |
| لبروتوكول الاختياري لاتفاقية حقوق الطفل المتعلق بإجراء تقديم البلاغات                                     | الأمم المتحدة | 2011       | -       | -       |

| - ميثاق الأمم المتحدة 1945 - الإعلان العالمي لحقوق الإنسان 1948 - العهد الدولي الخاص بالحقوق المدنية والسياسية 1966 - العهد الدولي الخاص بالحقوق الاقتصادية والاجتماعية والثقافية 1966 - البروتوكول الاختياري الملحق بالعهد الدولي الخاص بالحقوق المدنية والسياسية 1966 - البروتوكول الاختياري الثاني الملحق بالعهد الدولي الخاص بالحقوق المدنية والسياسية 1989 - الإعلانات الصادرة عن الجمعية العامة أو المؤتمرات المنعقدة تحت إشراف الأمم المتحدة - إعلان طهران 1968 - إعلان الحق في التنمية 1986 - إعلان وبرنامج عمل فيينا 1993 - إعلان حماية المدافعين عن حقوق الإنسان 1998 - إعلان الأمم المتحدة بشأن الألفية 2000 - إعلان فيينا بشأن الجريمة والعدالة 2000 - البرنامج العالمي للتثقيف في مجال حقوق الإنسان 2005 - إعلان الأمم المتحدة للقضاء على جميع أشكال التمييز العنصري 1963 - الاتفاقية الدولية للقضاء على جميع أشكال التمييز العنصري 1965 - الاتفاقية الدولية لقمع جريمة الفصل العنصري والمعاقبة عليها 1973 - النظام الأساسي لمحكمة العدل الدولية 1945 - اتفاقية منع جريمة الإبادة الجماعية والمعاقبة عليها 1948 - اتفاقية عدم تقادم جرائم الحرب والجرائم المرتكبة ضد الإنسانية 1968 - نظام روما الأساسي للمحكمة الجنائية الدولية 1998 - المحكمة الجنائية الدولية: القواعد الإجرائية وقواعد الاثبات2002 - المحكمة الجنائية الدولية: أركان الجرائم 2002 | - إعلان حماية جميع الأشخاص من التعرض للتعذيب وغيره من ضروب المعاملة أو العقوبة القاسية أو اللاإنسانية أو المهينة 1975 - اتفاقية مناهضة التعذيب وغيره من ضروب المعاملة أو العقوبة القاسية أو اللاإنسانية أو المهينة 1984 - ضمانات تكفل حماية حقوق الذين يواجهون عقوبة الإعدام 1984 - مبادئ المنع والتقصي الفعالين لعمليات الإعدام خارج نطاق القانون والإعدام التعسفي والإعدام دون محاكمة 1989 - إعلان حماية جميع الأشخاص من الاختفاء القسري 1992 - القواعد النموذجية الدنيا لمعاملة السجناء 1957 - مجموعة المبادئ المتعلقة بحماية جميع الأشخاص الذين يتعرضون لأي شكل من أشكال الاحتجاز أو السجن 1988 - المبادئ الأساسية لمعاملة السجناء 1990 - قواعد الأمم المتحدة بشأن حماية الأحداث المجردين من حريتهم 1990 - إعلان حقوق الطفل 1959 - اتفاقية حقوق الطفل 1989 - البروتوكول الاختياري لاتفاقية حقوق الطفل بشأن اشتراك الأطفال في المنازعات المسلحة 2000 - البروتوكول الاختياري الملحق باتفاقية حقوق الطفل بشأن بيــع الأطفــال واستغــلال الأطفــال في البغــاء وفي المواد الإباحية 2000 - اتفاقية الأمم المتحدة لمكافحة الجريمة المنظمة عبر الوطنية 2000 - بروتوكول منع وقمع ومعاقبة الاتجار بالأشخاص، وبخاصة النساء والأطفال، المكمل لاتفاقية الأمم المتحدة لمكافحة الجريمة المنظمة عبر الوطنية 2000 - بروتوكول مكافحة تهريب المهاجرين عن طريق البر والبحر والجو، المكمِّل لاتفاقية الأمم المتحدة لمكافحة الجريمة المنظمة عبر الوطنية 2000 | - الاتفاقية الخاصة بالسخرة (رقم 29) 1930 - اتفاقية الحرية النقابية وحماية حق التنظيم النقابي (رقم 87) 1948 - الاتفاقية الخاصة بتطبيق مبادئ الحق في التنظيم النقابي وفي المفاوضة الجماعية (رقم 98) 1951 - الاتفاقية الخاصة بمساواة العمال والعاملات (رقم 100) 1951 - الاتفاقية الخاصة بتحريم السخرة (رقم 105) 1957 - الاتفاقية الخاصة بالتمييز في مجال الاستخدام والمهنة (رقم 111) 1958 - الاتفاقية الخاصة بسياسة العمالة (رقم 122) 1964 - الاتفاقية الخاصة بتوفير الحماية والتسهيلات لممثلي العمال في المؤسسة (رقم 135) 1971 - الاتفاقية بشأن الحد الأدنى لسن الاستخدام (رقم 138) 1976 - الاتفاقية الخاصة بحماية حق التنظيم النقابي (رقم 151) 1978 - الاتفاقية الخاصة بسياسة العمالة (رقم 154) 1981 - الاتفاقية بشأن النهوض بالعمالة والحماية من البطالة (رقم 168) 1988 - الاتفاقية بشأن الشعوب الأصلية والقبلية في البلدان المستقلة (رقم 169) 1989 - الاتفاقية الدولية لحماية حقوق جميع العمال المهاجرين وأفراد أسرهم 1990 - الاتفاقية بشأن حظر أسوأ أشكال عمل الأطفال والإجراءات الفورية للقضاء عليها (رقم 182) 1999 | - الاتفاقية الخاصة بوضع اللاجئين 1950 - اتفاقية بشأن وضع الأشخاص عديمي الجنسية 1954 - البروتوكول الخاص بوضع اللاجئين 1966 - اتفاقية حظر الاتجار بالأشخاص واستغلال دعارة الغير 1949 - اتفاقية بشأن الحقوق السياسية للمرأة 1952 - اتفاقية جنسية المرأة المتزوجة 1957 - اتفاقية الرضا بالزواج، والحد الأدنى لسن الزواج وتسجيل عقود الزواج 1963 - توصية بشأن الرضا بالزواج، والحد الأدنى لسن الزواج، وتسجيل عقود الزواج 1965 - إعلان القضاء على التمييز ضد المرأة 1967 - اتفاقية القضاء على جميع أشكال التمييز ضد المرأة 1979 - البرتوكول الإختياري الملحق بإتفاقية القضاء على جميع أشكال التمييز ضد المرأة 1999 - إعلان بشأن القضاء على العنف ضد المرأة 1993 - نص الوثيقة الختامية لمؤتمر بكين 1995 - نص الوثيقة الختامية لمتابعة مؤتمر بيكين 2000 | - إعلان التزام بشأن فيروس نقص المناعة البشرية/الإيدز 2001 - الإعلان الخاص بحقوق المتخلفين عقليًا 1971 - الإعلان الخاص بحقوق المعوقين 1975 - مبادئ حماية الأشخاص المصابين بمرض عقلي وتحسين العناية بالصحة العقلية 1991 - اتفاقية جنيف لتحسين حال الجرحى والمرضى بالقوات المسلحة في الميدان (الأولى) 1949 - اتفاقية جنيف لتحسين حال جرحى ومرضى وغرقى القوات المسلحة في البحار (الثانية) 1949 - اتفاقية جنيف بشأن معاملة أسرى الحرب (الثالثة) 1949 - اتفاقية جنيف بشأن حماية الأشخاص المدنيين في وقت الحرب (الرابعة) 1949 - إعلان بشأن حماية النساء والأطفال في حالات الطوارئ والمنازعات المسلحة 1974 - البرتوكول الإضافي الأول الملحق باتفاقيات جنيف 1977 - البرتوكول الإضافي الثاني الملحق باتفاقيات جنيف 1977 - المكلفون بإنفاذ القوانين والدفاع عن المتهمين - مدونة لقواعد سلوك الموظفين المكلفين بإنفاذ القوانين 1979 - مبادئ أساسية بشأن استقلال السلطة القضائية 1985 - إعلان بشأن المبادئ الأساسية لتوفير العدالة لضحايا الجريمة وإساءة استعمال السلطة 1985 - مبادئ توجيهية بشأن دور أعضاء النيابة العامة 1990 - مبادئ أساسية بشأن دور المحامين 1990 - المؤسسات الوطنية لحقوق الإنسان - المبادئ المتعلقة بالمؤسسات الوطنية لحماية حقوق الإنسان والنهوض بها 1993 | - الاتفاقيـة الأوروبية لحمـاية حقـوق الإنســان والحـريات الأســاســية 1950 - اتفاقية منظمة الوحدة الإفريقية التي تحكم المظاهر الخاصة بمشكلات اللاجئين في أفريقيا 1969 - الاتفاقية الأميركية لحقوق الإنسان 1969 - الميثاق الإفريقي لحقوق الإنسان والشعوب 1981 - الميثاق العربي لحقوق الإنسان 2004 - وثائق وصكوك حقوق الإنسان (م، جامعة منيسوتا) - المعاهدات والصكوك الدولية لحقوق الإنسان - المعاهدات والصكوك الإقليمية لحقوق الإنسان - اتفاقيات وتوصيات منظمة العمل الدولية - وثائق خاصة بلجان وهيئات الأمم المتحدة المعنية بحقوق الإنسان - اللجنة الفرعية لتعزيز وحماية حقوق الإنسان - اللجنة المعنية بحقوق الإنسان - لجنة الحقوق الاقتصادية والاجتماعية والثقافية - لجنة القضاء علي التمييز العنصري - لجنة القضاء علي التمييز ضد المرأة - اللجنة المعنية بحماية حقوق جميع العمال المهاجرين وأفراد أسرهم - آراء اللجنة المعنية بحقوق الإنسان بموجب الفقرة 4 من المادة 5 من البروتوكول الاختياري للعهد الدولي الخاص بالحقوق المدنية والسياسية - آراء وقرارات لجنة مناهضة التعذيب بموجب المادة 22 من الاتفاقية - المقررات التي اتخذتها لجنة القضاء على التمييز العنصـري بمقتضى المادة 14 من الاتفاقية - وثائق اللجان التحضرية لمؤتمرات الأمم المتحدة - وثائق خاصة بالدول الأطراف في معاهدات حقوق الإنسان |

## وصلات خارجية
- كشوف العذرية في السجن الحربي
- الاعتداء على منظمات المجتمع المدني في مصر
- قضية المدون مايكل نبيل
- اللاجئين الإريتريين في مصر